# 花花公子
《花花公子》是一份美国男性成人雜誌，1953年在美國由休·赫夫纳所創辦。《花花公子》曾是美國紐約股票交易所上市的媒體集團企業，其後已除牌，出版多種刊物，亦有電視、電影等業務。其中《花花公子》除了在美國出版外，更在多個國家出版當地版本。《花花公子》每月出版，內容除了女性祼照外，尚有文章介紹時裝、飲食、體育、消費等；此外亦有短篇故事、名人專訪以至新聞時事評論。

## 歷史

### 1950 年代
1953 年春，年轻的伊利诺伊大学厄巴纳-尚佩恩分校心理系 1949 级毕业生，休·赫夫纳在芝加哥工作。他为《时尚先生》（ESQUIRE）写过促销文案，为出版商发展公司（Publisher's Development Corporation）做过市场营销，也做过儿童活动（Children's Activities）杂志的发行促销经理——与此同时，他也在策划着自己的杂志品牌——“单身派对（Stag Party）”。他成立了 HMH 出版公司，并招募了自己的朋友 Eldon Sellers 来寻找投资者。最终，赫夫纳筹集了 8000 多美元，其中包括从兄弟和母亲处借到的一部分。但不巧的是，男性冒险杂志（Men's adventure）“雄鹿（Stag）”的出版商联系赫夫纳，告诉他不能以“单身派对（Stag Party）”为商标，否则就会诉诸公堂。在 Sellers 提出“Playboy”之前，赫夫纳和他的妻子米莉，伙伴 Sellers 三人一起尝试了许多名字：“Top Hat（礼帽）”、“Gentleman”、“Sir”、“Satyr（好色之徒）”、“Pan （参见彼得·潘）”以及“Bachelor（单身汉）”  等。
第一期杂志在芝加哥海德公园 于1953 年制作，同年 12 月发售。当时赫夫纳并不确定杂志的销量，甚至不知道会不会有第二期。杂志第一期的封面人物是玛丽莲梦露，这是赫夫纳认为的最性感的照片——尽管照片本来是为一本日历准备的：梦露躺在红色天鹅绒上，微微闭着双眼，舒展胳膊。借由梦露的性感照片和老牌的日历品牌，使得赫夫纳刚创办的花花公子杂志大获成功。第一期杂志在发售后首周就售卖一空，有资料称其发行量为 53991 册。2002 年，该期杂志几乎全新的复印本的拍卖价格为 5000 美元。至於《花花公子》的著名禮服白兔標誌，則是在第二期以後才開始使用。
雷·布萊伯利的小说华氏 451 度连载于花花公子 1954 年 3 月，4 月和 5 月。
花花公子封面上每月玩伴女郎的标志的变化使得关于赫夫纳和玩伴女郎们的流言四起。1955 年至 1979 年间（其中不包括 1976 年的 6 个月），杂志封面上 Playboy 首字母 P 周围或其上会被印刷上数目、位置不同的星星。流言称这表示了赫夫纳根据每月玩伴的吸引力打出的分数，赫夫纳和玩伴们上床的次数，或者对玩伴们的床上表现所做的评价。但事实上，0 到 12 星代表当月杂志上印刷广告的国内或国际区域。

### 1960 - 1990 年代
1960 年代，杂志创办了“花花公子哲学（The Playboy Philosophy）”栏目。早期，栏目主要关注 LGBTQ 权利，妇女平权，审查制度以及宪法第一修正案。花花公子也是早期的大麻改革支持者，在1970 年，公司为全国大麻法改革组织提供了创始资金支持。
1966 年到 1976 年间，杂志的小说编辑为罗比·麦考利。在此期间，杂志的小说供稿者有索尔·贝洛（Saul Bellow），肖恩·奥法兰（Seán Ó Faoláin），約翰·厄普代克，詹姆斯迪基（James Dickey），约翰·奇弗（John Cheever），多丽丝·莱辛，乔伊斯·卡罗尔·欧茨，弗拉基米尔·弗拉基米罗维奇·纳博科夫，迈克尔·克莱顿，約翰·勒卡雷，欧文·肖（Irwin Shaw），让·谢泼德（Jean Shepherd），阿瑟·库斯勒，艾薩克·巴什維斯·辛格，伯纳德·马拉默德，約翰·艾文，安妮·塞克斯顿，库尔特·冯内古特，和 J·P·唐利维（J. P. Donleavy），以及为杂志写诗的俄罗斯诗人叶夫根尼·叶夫图申科。
1968 年美利坚小姐抗议（Miss America protest）活动（激进的女性平权活动）时期，参与者将许多标志性的女性用品，诸如：胸罩、发胶、化妆品、腰带、紧身胸衣、假睫毛、拖把等被扔进了“自由垃圾桶（Freedom Trash Can）”——其中包括花花公子和时尚 (COSMOPOLITAN)杂志的复印本。罗宾·摩根（Robin Morgan）写的一本小册子里标注着抗议者们的口号“不再选拔美国小姐（No More Miss America!）”，册子里还列举了 10 个作者认为在美国小姐选拔中“贬低”女性的特点，把选美比赛比作花花公子的封面和插页——同样的只看重女性外貌，将其描述为“根深蒂固的圣母-妓女情结（Madonna whore complex）”。
1970 年代，花花公子的销售量和影响力达到顶峰。与此同时，同一领域的竞争者也接踵而至：阁楼（1965 年）、Qui（Qui，1963 年，花花公子的衍生出版物）、画廊（Gallery，1972 年），再晚一点的色情录像带，以及其它青年杂志（Lad mag）如马克西姆（1995 年）、男人装（1985 年）、Stuff（1996 年）。作为回应，花花公子尝试调整其杂志内容：考虑到受众的年龄——18 到 35 岁，他们决定向杂志投放诸如对嘻哈乐手专访之类的内容。
1975 年，赫夫纳的女儿，克里斯蒂·安·赫夫纳（Christie Hefner）加入花花公子，1988 年起担任公司负责人。2008 年 12 月，克里斯蒂宣布自 2009 年 1 月起她将不再管理公司，她说贝拉克·奥巴马（Barack Hussein Obama II）总统的上任鼓舞了自己加入慈善事业的决心，辞职是她自己的决定——“这个国家在迎接自己新一任的领袖，而我自己也该做出些改变了。”克里斯蒂的继任者为杰罗姆· H ·克恩（Jerome H Kern），一位经验丰富的媒体人，再之后公司董事长由斯科特·弗兰德斯（Scott Flanders）担任。

### 2000 年 - 现在
2004 年 1 月刊上花花公子庆祝了他们的创刊 50 周年纪念日。同时，他们也在拉斯维加斯谷（Las Vegas Valley）、洛杉矶、纽约和莫斯科举行了庆祝活动。除此之外，花花公子还发行了由范思哲、维维安·韦斯特伍德、肖恩·约翰（Sean John）等时尚文化商设计的限量商品。化妆品公司 MAC 也出品了一款唇膏和一款面霜，以表示向花花公子的 50 周年致敬。
多年来，杂志也刊登了数项年度专题报道和相关评级，其中最受欢迎的是它对全美所有大学和学院中顶级“派对学校（party schools）”的年度排名。2009 年，2009年，该杂志在制定榜单时使用了五个标准：比基尼（着装）、大脑（校园文化）、校园（校园环境）、性（对性的态度及行为）和运动。当年排名第一的“派对学校”是迈阿密大学。
2009 年 6 月，杂志将每年的出版计划由 12 本缩减到了 11 本，七月八月为合刊。2009 年 8 月 11 日，伦敦《每日电讯报》报道称，休·赫夫纳以 1800 万美元（比报道的要价低 1000 万美元）的价格将他的英国庄园卖给了另一位美国人，达伦·梅特罗普洛斯（Daren Metropoulos），蓝带啤酒的总裁兼共同所有人。鉴于公司价值的重大损失（从 2000 年的 10 亿美元下降到 2009 年的 8400 万美元），花花公子帝国将以 3 亿美元的价格被出售。到 2009 年 12 月，公司将每年杂志的出版数量缩减到 10 本，1 月刊与 2 月刊合并出版。
2010 年 7 月 12 日，花花公子企业公司宣布了赫夫纳将要以每股 5.50 美元的报价（根据 4 月 30 日已发行的股票及 7 月 9 日的收盘价，总价值为 1.225 亿美元）购买公司尚未拥有的股份并接管公司，并在 Rizvi Traverse Management 公司的帮助下将花花公子私有化。公司的大部分收入来自其品牌授权许可，而非出售杂志的收入。7 月 15 日，阁楼的所有者 FriendFinder 网络公司出价 2.1 亿美元（花花公子估值为 1.85 亿美元），赫夫纳拥有 70% 投票权，但他并未将公司出售。2011 年 1 月，花花公子杂志的出版商同意赫夫纳的提议，以每股 6.15 美元，比前一个交易日的价格溢价 18% 将公司私有化。收购于 2011 年 3 月完成。

#### 2016 - 2018 年间的改变，以及取消裸体照片的时期
2015 年 10 月，花花公子宣布从 2016 年 3 月刊开始，将不再刊登正面全裸照片。公司首席执行官斯科特·弗兰德斯（Scott Flanders）承认，该杂志无法与免费的互联网色情内容竞争，他陈述说，“现在，只需点击一下鼠标，就可以自由浏览你可以想象得到的所有色情内容。因此，在当下的时节，花花公子呈现的裸体照片已经不合时宜了”。赫夫纳也认同该决定。经过重新设计的花花公子仍将以月度最佳玩伴和女性照片为特色，但杂志内容将被评级为 PG13。此举不会影响 PlayboyPlus.com（该网站以付费订阅的方式提供女性裸体内容）。石英财经的乔什·霍维茨（Josh Horwitz）认为，从杂志中删除裸体的决定是为了让花花公子的授权形象在印度和中国更合适些，该品牌在印度和中国是流行的服装产品，收入可观。
另外，公司还删减了杂志里的流行笑话，以及之前无处不在的卡通动漫。同时，杂志取消了文章在非连续页上继续载入（jump copy）的设计，这又减少了卡通动漫的大部分空间。赫夫纳本人就是一位漫画家，据报道，他想要保留杂志的漫画内容——而非裸体照片——但最终不得不砍掉大部分内容。花花公子一开始的计划是将名利场作为自己的竞争对手，而非更传统的智族和马克西姆。
然而，花花公子于 2017 年 2 月宣布，删除裸体照是一个错误的决策。此外，在当年的 3 月/4 月刊中，公司重新拾起了花花公子哲学（Playboy Philosophy）和派对笑话（Party Jokes），但去掉了副标题“男人的娱乐（Entertainment for Men）” ，原因是新时代下性别角色已经演变。公告由该公司的首席创意官在 Twitter 上发布，标签为 #NakedIsNormal。
2018 年初，据《洛杉矶时报》的 Jim Puzzanghera 报道，花花公子“正在考虑停止出版印刷杂志”，因为印刷出版物“近年来每年损失高达 700 万美元”。但在 2018 年 7 月/8 月号中，一位读者询问纸质杂志是否会停刊，花花公子回应说没有此计划。
赫夫纳去世后，由他的家族持有公司的财务股份。该杂志也改变了营销方向。 2019年，花花公子重新推出无广告季刊，涵盖的主题包括：对塔拉纳·伯克（Tarana Burke，MeToo 运动发起者）的采访、彼得·布塔朱吉的简介、对 BDSM 的报道以及代表性及其多样性的封面照片。

#### 在线版本
2020 年 3 月，花花公子企业首席执行官本科恩（Ben Kohn）宣布，2020 年春季刊将是最后一期印刷版杂志，之后将以在线形式发布其内容。关闭印刷版的决定部分归因于新冠肺炎的流行。

#### 交易
2009年，一度盛傳創辦人休·赫夫纳以3億美元把花花公子放盤。
在2012年11月1日，美國《花花公子》俱樂部，計劃在12月初在印度落戶，總投資額約2億9千萬港元。
2020 年秋，花花公子宣布了与特殊目的收购公司 (SPAC) Mountain Crest Acquisition Corp. 达成反向合并协议。 2021 年 2 月，合并后的公司 PLBY Group 在纳斯达克交易所上市，股票代码为“PLBY”。

### 发行数据统计
1971 年，《花花公子》的发行量达到了最高峰 700 万。最畅销的单行本是 1972 年 11 月版，售出 7,161,561 册。有四分之一的美国大学生每个月都会购买或订阅该杂志。封面模特是 帕姆·罗林斯（Pam Rawlings），摄影师为罗兰·舍曼（Rowland Scherman）。巧合的是，该期杂志插页的裁剪图像（莱娜·瑟德贝里，Lena Söderberg）成为了测试图像处理算法的事实上的标准图像。在数字图像处理学习与研究中被称为“Lenna”，即莱娜图。 1972年，花花公子是美国发行数目第九高的杂志。
1975 年，杂志平均发行量为 560 万； 1981 年是 520 万，到 1982 年，下降到 490 万。在后来的几十年里发行量持续下降。截止 2015 年底，每期售卖约 800,000 份，到 2017 年 12 月，该数目下跌到 400,000 份。
1970 年，花花公子出版了第一本用盲文印刷的绅士杂志。它也是为数不多的微缩胶卷格式为彩色而非黑白的杂志之一。

## 特色内容
《花花公子》的人物專訪以深入見稱，每次專訪通常長達七至十小時。曾經訪問過的名人有約翰·韋恩、吉米·卡特、卡斯特羅、羅素、马丁·路德·金、让-保罗·萨特、拳王阿里、阿拉法特、斯蒂芬·霍金、石原慎太郎等等。
有种观点认为《花花公子》是一本严肃文学杂志。休·赫夫纳以高稿酬约请一线名家为他撰稿，如海明威、列侬，毛姆，安迪·沃霍尔、纳博科夫、博尔赫斯和约翰·厄普代克。

### 兔子标志
一直以来，Playboy 的标志都是一只系着领结，穿着无尾晚礼服的兔子的剪影形象。该形象由花花公子艺术总监亚瑟·保罗设计。起初只是作为杂志第二期的脚注出现，但随后即被采用。有说法认为，兔子的标志会隐藏在封面插画和照片的某个地方。赫夫纳说自己选择它作为杂志标识的原因是“（兔子形象）富于幽默风趣的性内涵”，它看起来足够“生动活泼”。在一次采访中，赫夫纳向意大利记者奥里亚娜·法拉奇解释说：
在美国，兔子本身就有“性”的象征意义，它羞涩、性感、活泼、跳脱。它欲拒还迎的态度让人心头大动。这不就是那些可爱的姑娘们吗？她们惹人心动，让人愉悦——看看我们每个月推出的玩伴女郎，单纯，干净——但你永远不可能真正地得到她们。我们致力于简单、清澈的如同邻家女孩一般的姑娘，那些故作心机、扭捏作态的蛇蝎美人（参见：致命女郎）从来不是我们的目标。
这只活力四射的兔子形象甫一推出，就成为个性外向的男性的文化标志，它也立刻成为了公司的摇钱树。20 世纪 50 年代，美国海军第四空中测试与评估中队(AIRTEVRON FOUR, VX-4)还将其作为自己的标志。

## 其他語言
美國以外有30多個地區曾經出版當地版本的《花花公子》。
首本中文版是1986年在香港出版，出版人是鄭經翰，背後主要股東為星島新聞集團的胡仙，首期封面女郎為鄭文雅。後來香港版在1993年停刊。
台灣版在1990年4月第一次創刊（「中文台北版」），1993年12月停刊，共出45期。第二次創刊是1996年7月（「國際中文版」），由協和國際多媒體出版，發行人是許安進，創刊號封面及玩伴女郎為出身荷蘭伊斯布萊登（Ysbrechtum）的安瑪莉·高達（Anna-Marie Goddard），1996年8月至12月玩伴女郎分別為Stacy Sanches、Holly Witt、Amanda Hope、Donna D'Errico、Jessica Lee。2003年12月停刊，共出90期。

## 国际版本

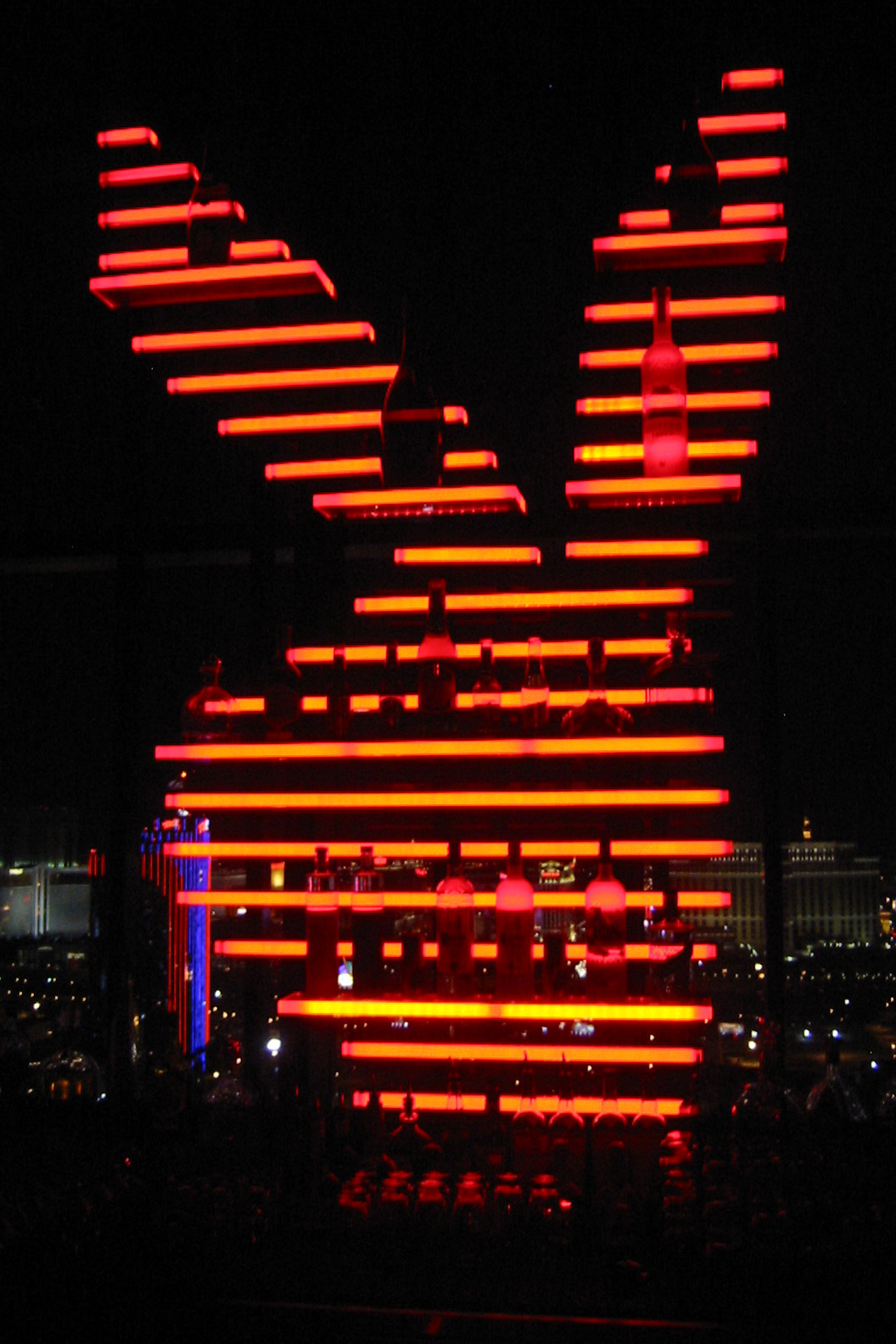
在花花公子俱樂部的酒吧中的花花公子

以下是《花花公子》的不同版本，以創刊時間排列：
- 英国（1953年）
- 義大利（1972年－2003年）
- 德国（1972年－）
- 法國（1973年－）
- 日本（1975年－2009年1月）
- 巴西（1975年－）
- 墨西哥（1976年－1998年，2002年－）
- 西班牙（1978年－）
- （1979年－2000年）
- 荷蘭（1983年－）
- 阿根廷（1985年－1995年）
- 希腊（1985年－）
- 英屬香港（1986年－1993年）
- 土耳其（1986年－1995年）
- 匈牙利（1989年－1993年，1999年－）
- 臺灣（1990年－1993年，1996年－2003年）
- 捷克（1991年－）
- 波蘭（1992年－）
- 南非（1993年－1996年）
- 俄羅斯（1995年－）
- 斯洛伐克（1997年－2002年）
- （1997年－）
- 挪威（1998年－1999年）
- 瑞典（1998年－1999年）
- 羅馬尼亞（1999年－）
- 斯洛維尼亞（2001年6月－）
- 保加利亚（2002年－）
- 塞爾維亞（2004年－）

## 外部連結
- 花花公子官方網站 （页面存档备份，存于）（英文）